# Carlo Parietti
Pour les articles homonymes, voir Parietti.
Carlo Parietti (né en 1950, décédé à Rome le 22 janvier 2022) est un journaliste italien, surtout connu pour ses activités syndicales, qui l'ont vu, à partir de 1979, occuper des postes importants dans différentes organisations syndicales, tant en Italie qu'à l'échelon européen.

## Biographie
Carlo Parietti grandit à Turin, ville où il fait des études de lettres et de philosophie. Il commence en 1976 une carrière de journaliste, écrivant des articles pour différents quotidiens et magazines,.
Il adhère à la Confédération générale italienne du travail (Confederazione Generale Italiana del Lavoro) en 1979, et est élu membre du comité exécutif confédéral de cette organisation en 1982.
En 1984, il est élu secrétaire général du Sindacato Nazionale Ricerca (Syndicat national de la Recherche). Au cours de cette période, il prend part à l'élaboration et à la mise en œuvre du premier accord national de branche pour la recherche publique.
De 1989 à 1994, il est responsable du bureau de presse national de la CGIL.
Entre 1994 et 1997, Carlo Parietti est président de Ediesse, une petite maison d'édition appartenant à la CGIL.
En 1997, il est élu président de Agenquadri (it) ; (Association Générale des Cadres), syndicat affilié à la CGIL, et devient, en 2001 vice-président d'Eurocadres (le Conseil des cadres européens), organisme qu'il préside de 2005 à 2013.
Carlo Parietti est mort à Rome le 22 janvier 2022

## Sources
- (en) Biographie sommaire rédigée par Carlo Parietti lui-même lors de sa candidature à la présidence d'Eurocadres
- (en) Dr. Gerald Musger, How do trade unions conform to the European knowledge society? : Eurocadres balancing knowledge workers’ interests in scientific identity, European and global solidarity and individual sustainable development (MASTER THESIS), Vienne (Autriche), Université de Vienne, 2022 (lire en ligne).